# نجاح واكيم
نجاح أنيس واكيم، سياسي لبناني رئيس حركة الشعب. ولد في البربارة عام 1946 م في قضاء جبيل في لبنان، وهو ابن أنيس واكيم وسيدة الراعي وابن وحيد في عائلة تضم أربع أخوات. خاض انتخابات 1972 ونجح ضد نسيم مجدلاني ليصبح أصغر نائب في البرلمان. وقد دخل السجن قبيل ذلك لانتقاده رئيس الجمهورية آنذاك سليمان فرنجية. يدين بالمسيحية الأرثوذكسية. خاض واكيم انتخابات العام 1992 و 1996 ونجح فيهما. قاطع انتخابات العام 2000 لأنه رفض قانون الانتخاب آنذاك الذي اتهمه بأنه من صنع سوري ومصمم ليضع بعض القيادات المعروفة في البرلمان وكان القانون وقتذاك قد قسم بيروت إلى ثلاث دوائر انتخابية. لم ينجح في الانتخابات البرلمانية التي أقيمت في 2005 م حين نزل منفردا ضد لوائح تحالف تيار المستقبل وحزب الله. عرف بفكره العروبي الناصري ونظرته الموضوعية ان لبنان هو جزء من سوريا وقوه لبنان بعودته لسوريا وتعاون لبنان مع محيطها السوري لتثبيت المد الغربي الإسرائيلي في المنطقة. هو من أشرس المهاجمين لسياسة الرئيس رفيق الحريري الاقتصادية ومعارض بارز لتجاوزات النظام السوري ومخابراته حين كانوا في لبنان
يسجل لنجاح وكيم انه والنائب زاهر الخطيب هما الوحيدان من أعضاء مجلس النواب اللبناني الذين صوتو ضد اتفاق السابع عشر من ايار عام 1983
قام واكيم باتهام الكويت «بأنها تمول حملة تحريض طائفي في لبنان من خلال وسائل الإعلام بقرار أمريكي» .
درس الحقوق في جامعة بيروت العربية وعمل بالمحاماة قبل أن يدخل عالم السياسة. تعرض نجاح واكيم لعدة محاولات اغتيال كان أبرزها في 1 أكتوبر 1987 م.
صدر له ثلاثة كتب:
- العالم الثالث والثورة عام 1981 م.
- الأيادي السود عام 1998 م.
- الوهم والأمل